# Brock Lesnar
Brock Eduard Lesnar (n. 12 iulie 1977, Webster⁠(d), Dakota de Sud, SUA) este un sportiv american, cunoscut mai ales pentru cariera sa ca wrestler în promoția World Wrestling Entertainment. Actualmente practică wrestling în WWE, și este fostul campion la categoria grea din UFC (Ultimate Fighting Championship).
La Raw Brock Lesnar a semnat un contract pentru a se bate cu Seth Rollins la Battleground pentru titlul mondial WWE. Paul Heyman, managerul lui Lesnar l-a văzut pe Seth Rollins cu o bâtă (acesta fiind planul lui Kane). Seth Rollins fuge, iar Kane primește un F5 de la Lesnar. Kane pune piciorul pe scara de oțel. „Bestia“ Lesnar a luat altă scară de oțel pe care o aruncă pe piciorul lui Kane.

## Începutul carierei
Brock Lesnar s-a născut în Webster, Dakota de Sud. El a fost la Colegiul Webster, unde a deținut un record în wrestling 33 victorii, nici un egal și nici o înfrângere în anii de senior. Lesnar a fost la Universitatea din Minnesota, unde s-a luptat wrestling în anii de junior și senior în colegiu. Lesnar a câștigat 2000 NCAA wrestling championship la categoria grea, după ce în 1999, a luat locul doi. 
El a jucat la Minnesota Golden Gophers, Lesnar a luptat în wrestling la Bismarck State College în Bismarck, Dakota de Sud. Lesnar a terminat cariera de amator cu palmaresul de 2 ori NJCAA All-American, 1998 NJCAA Heavyweight Champion, de 2 ori NCAA All-American, de 2 ori Big Ten Conference Champion și 2000 NCAA Heavyweight Chamipion, cu un de 106-5 overall în 4 ani în colegiu.

## Cariera in Wrestling

### Pregătirea și debutul în wrestling (2000-2002)
În 2000, după ce a terminat colegiul, a semnat un contract cu WWE. El s-a luptat în OVW (Ohio Valley Wrestling). El a format o echipă cu partenerul său de la colegiul Shelton Benjamin. Lesnar și Benjamin au câștigat împreună centura OVW Tag Team Championship de 3 ori. El a luptat în meciuri umbră.
Lesnar a debutat în WWF television în 18 martie 2002 într-un episod RAW, noaptea înainte de Wrestlemania X8, unde el i-a atacat pe Al Snow, Maven și Spike Dudley. El a fost însoțit de Paul Heyman, unde Heyman îi dădea instrucțiuni lui Lesnar. La brand extensions, el a fost introdus în WWF, transferat în RAW. După aceea, Heyman a confirmat că Lesnar este poreclit,,The Next Big Thing. Brock a început un feud cu Hardy Boyz. Lesnar și Jeff Hardy s-au luptat la Backlash, unde Lesnar a ieșit învingător în primul său meci televizat oficial. El a câștigat meciul prin knockout. Noaptea următoare la RAW, Lesnar s-a confruntat cu Matt Hardy, unde Lesnar a câștigat. La Judgment Day, Lesnar a făcut echipă cu Paul Heyman, unde i-au învins pe Hardy Boyz.

#### Statusul în Main Event (2002-2003)
În iunie 2002, Lesnar a câștigat competiția King of the Ring, unde l-a învins pe Rob Van Dam în finală. În 22 iulie, el a fost transferat în Smackdown!. După un feud cu Hollywood Hulk Hogan în august 2002, Lesnar a început un feud cu campionul Undisputed, The Rock. La Main Event-ul de la Summerslam, Lesnar l-a învins pe The Rock, devenind camionul WWE Undisputed. La victoria sa la 25 de ani, devenea cel mai tânăr campion WWE din istorie (recordul a rămas și astăzi). Cu centura WWE Undisputed, Generalul Manager RAW, Eric Bischoff a declarat că Lesnar se va întoarce noaptea următoare la RAW. Generalul Manager Smackdown!, Stephanie McMahon a anunțat că, contractul lui Lesnar nu va fi anulat, doar dacă își apăra titlul la Smackdown!, forțându-l pe Eric Biscoff, să stabilească o nouă centură pentru RAW. Cu noua World Heavyweight Championship în brand-ul RAW, centura WWE Undisputed a trecut la numele simplu de centura WWE.
Lesnar a început un feud cu Undertaker, cei doi aveau să se confrunte la Unforgiven. La Unforgiven, Lesnar l-a învins pe Undertaker prin dublă-descalificare. Luna următoare, la No Mercy, Lesnar avea din nou să se confrunte cu Undertaker, de data asta într-un meci Hell in a Cell. Lesnar i-a rupt mâna lui Undertaker, iar Lesnar l-a învins în acea seară pe Undertaker. Într-un meci împotriva lui Undertaker, Lesnar a reușit să întoarcă manevra Tombstone Piledriver, într-un F-5, manevra de final a lui Lesnar. După șase zile de la Hell in a Cell, Lesnar și-a păstrat titlul într-un meci cu Handicap cu Heyman, la pay-per-view-ul Rebellion, împotriva lui Edge.
Următorul oponent al lui Lesnar a fost Big Show. Heyman era convins că Lesnar nu va câștiga meciul. Lesnar s-a luptat cu Big Show la Survivor Series, unde Big Show a ieșit învingător. Într-un meci cu Big Show, Lesnar a pus 220 kilograme în spate într-un F-5,manevra sa de final, iar până la urmă Big Show a câștigat. Heyman a declarat că nu va mai fi o revanșă. La Royal Rumble 2003, Lesnar l-a învins pe Big Show, și și-a recăpătat centura. Lesnar a intrat în acea seară ca #29, unde a câștigat rumbel-ul, eliminând-ul ultimul pe Undertaker.
După ce a câștigat centura la Royal Rumble, a început un feud cu campionul WWE, Kurt Angle. Lesnar a format echipă cu Heyman, împotriva echipei lui Kurt Angle (Shelton Benjamin și Charlie Haas) unde Lesnar și Heyman au câștigat. La Wrestlemania XIX, Lesnar l-a învins pe Kurt Angle, devenind campionul WWE. După acea Angle l-a felicitat pe Lesnar.
După aceea Lesnar avea să-i încheie cariera lui John Cena. Cena a primit un meci pentru titlu la Backlash, unde Lesnar și-a păstrat titlul. După Backlash, Big Show l-a accidentat pe Rey Mysterio pe stradă. Lesnar s-a confruntat din nou cu Big Show, într-un meci pe stradă la Judgment Day. Lesnar a câștigat și a fost salvat de Rey Mysterio de o macara, condusă de Big Show. Rivalitatea a continuat la Smackdown!, unde Lesnar l-a pus într-un Superplex pe Big Show, iar ringul a picat. La Vengeance, Lesnar și-a pierdut titlul în fața lui Kurt Angle într-un meci fără descalificări, Triple Threat Match unde a fost inclus și Big Show. La Summerslam, Lesnar s-a confruntat cu Kurt Angle, dar Angle a câștigat după un Ankle Lock. La Smackdown!, Lesnar l-a învins pe Kurt Angle într-un meci Iron Man, care decidea cel mai bun om din Smackdown! din istorie. După aceea, Lesnar și-a recuperat titlul într-un meci cu Angle, devenind de 3 ori campion WWE. La No Mercy, Lesnar l-a învins pe Undertaker într-un Biker Chain Match. 
Heyman a devenit Generalul Manager Smackdown! și a format echipă Lesnar cu Big Show, Matt Morgan, A-Train și Nathan Jones pentru Survivor Series. După aceea Chris Benoit devine al doilea om care îl învinge pe Lesnar.

### Feudul cu Goldberg și plecarea din WWE (2003-2004)
La Survivor Series, Lesnar l-a întâlnit pe Goldberg din brandul RAW. Lesnar a început un feud cu Hardcore Holly. Lesnar l-a învins într-un meci pe Holly. La Royal Rumble din 2004, Lesnar i-a făcut un F-5 lui Goldberg, iar după aceea Goldberg a fost eliminat. În februarie, Lesnar l-a întâlnit pe Eddie Guerrero la No Way Out. În timpul meciului Goldberg a intervenit și Eddie Guerrero i-a făcut un Frog Splash, iar după aceea pinul. La Wrestlemania XX, pe Madison Square Garden, Lesnar a pierdut meciul cu Goldberg, unde arbitrul era Stone Cold Steve Austin. După aceea Lesnar și-a reziliat contractul cu WWE, și s-a apucat de o carieră de fotbalist american în National Football League.

### National Football League (2004-2005)
După Wrestlemania XX, Lesnar s-a apucat de fotbal american în National Football League, unde a jucat la Minnesota Vikings, pe postul de fundaș. El a jucat cu Kansas City Chiefs pentru un sack quarterback cu Damon Huard. După ce a jucat un pre sezon, Lesnar a fost chemat în NFL Europa pentru a reprezenta Vikingii. El a fost prezent doar la antrenamentele echipei nu și la meciurile oficiale din NFL.

### New Japan Pro Wrestling (2005-2006)
În 8 octombrie 2005, Lesnar a câștigat centura IWGP Heavyweight într-un meci three-way la New Japan Pro Wrestling, show ținut în Tokyo, unde în meci au fost și Kazuyuki Fujita și Masahiro Chono. A câștigat meciul după ce i-a făcut un F-5 lui Masahiro Chono. Lesnar este unul dintre puținii wrestleri care au câștigat acest titlu.
În 6 decembrie, Lesnar a continuat să lucreze cu NJPW. Lesnar a câștigat 2 meciuri non-title cu Manabu Nakanishi și Yuji Nagata. Lesnar și-a apărat titlul în 4 ianuarie 2006 împotriva unui fost campion IWGP, Shinsuke Nakamura. Lesnar și-a apărat din nou titlul împotriva câștigătorului New Japan Cup, Giant Bernard, în 3 mai 2006 în Fukuoka. Acesta a fost primul meci american vs. american, meci pentru titlu în NJPW în afară de cel dintre Vader vs. Stan Hansen în 1990. Lesnar a deținut titlul aproape un an.
În 29 iunie 2007, Lesnar se confruntă cu vechiul său amic din WWE, Kurt Angle, aflat în acea perioadă în TNA, unde deținea titlul. Meciul a fost campion vs. campion, unde Lesnar a pierdut după aplicarea unui Ankle Lock, Angle câștigând centura IWGP. Lesnar a plecat din NJPW și s-a pregătit de MMA. Acesta a fost ultimul său meci din cariera de wrestler profesionist.

### Reîntoarcerea în WWE (2012-2013)
Pe 2 aprilie 2012, Brock Lesnar a revenit in WWE la Monday Night Raw. Lesnar a apărut la sfârșitul spectacolului și l-a atacat pe John Cena. În săptămâna următoare John Laurinaitis l-a introdus pe Lesnar ca nouǎ fațǎ a WWE, apoi el a anunțat Lesnar se va confrunta cu Cena la Extreme Rules. Pe data de 16 aprilie, John a fost anunțat, prin intermediul site-ului oficial al WWE, cǎ Lesnar se va confrunta cu Cena la Extreme Rules pe 29 aprilie.,și la Extreme Rules Brock Lesnar a pierdut, după ce John Cena a făcut un F U și apoi pinul.
Pe 7 aprilie 2013 Brock Lesnar s-a luptat cu Triple H la WrestleMania 29 și a pierdut, după ce Triple H a făcut un Pedigree și apoi pinul.

#### 2013-2015
Începe un feud cu CM Punk, ca fiind un om de al lui Paul Heyman. Îl învinge pe Punk la Summerslam, după care dispare din peisaj până la ultimul RAW din 2013, când Triple H anunță că Brock Lesnar s-a întors. Acesta face pace cu Triple H și declară că vrea o șansă la titlul WWE Heavyweight, pe care nu o primește. Începe un scurt feud cu Big Show și Mark Henry.
La RAW-ul de după Elimination Chamber managerul său, Paul Heyman declară că Brock provoacă pe oricine din acel vestiar la un meci la Wrestlemania 30. Cel care răspunde provocării este nimeni altul decât fenomenul neînvins la WM : The Undertaker.
La WM avem parte de un meci destul de echilibrat, cu F5-uri, Tombstone-uri, Kimura-lock de ambele părți. În finalul meciului, Brock Lesnar îi livrează un al treilea F5 lui Undertaker, iar arbitrul numără până la 3 !! Recordul lui Undertaker era oprit de bestia Lesnar. Arena, comentatorii, chiar și cei ce trebuiau să pună melodiile wrestlerilor în difuzoare : toți au rămas paralizați aprox. 3 min. După întoarcerea lui Lesnar la vestiare, toată lumea l-a aplaudat pe Undertaker, oferindu-i respectul pe care-l merita. S-ar putea ca Lesnar să-i fi încheiat cariera lui Undertaker.Undertaker,se revanșează în fața lui Brock Lesnar ! Undertaker a făcut 22-1 la Wrestlemania 31 învingându-l pe Bray Wyatt.La Royal Rumble 2015,Brock Lesnar începe un feud cu Roman Reigns care a avut ca punct culminant un meci la Wrestlemania 31 pentru centura WWE World Heavyweight.În acest meci,Brock Lesnar a dominat,dar după ce a livrat al patrulea F5 pe Roman Reigns,Seth Rollins a încasat servieta "Money in the Bank" și a devenit noul campion WWE World Heavyweight.De asemenea,s-a mai dat un ultim meci cu Undertaker tip Hell In A Cell la care Lesnar a Castigat.A participat la Beast In The East unde i-a distrus pe New Day si i-a invins pe multi altii,de exemplu Rusev si Sheamus

#### 2016-Wrestlemania 33 (2017)
Și-a făcut întoarcerea alături de Paul Heyman pe 11 ianuarie la Raw, atacând roster-ul heel a companiei care îl atacau pe Roman Reigns. După asta, Lesnar i-a aplicat manevra sarma de rufe lui Roman Reigns incluinduse în meciul de la Royal Rumble. Următoare săptămâna la Raw, a fost atacat de Familia Wyatt. Pe 24 ianuarie a intrat în Royal Rumble cu numărul 23 dar a fost eliminat de Familia Wyatt. La Fastlane, Lesnar a pierdut un meci în trei cu Dean Ambrose și Roman Reigns pentru centura mondială. Noaptea următoare la Raw, s-a arătat un video unde Lesnar îl ataca pe Ambrose înainte de show. În acea seară, Lesnar alături de Paul Heyman a aruncat o provocare la orice luptător pentru un meci la WrestleMania unde Ambrose a apărut în ambulanță pentru a accepta provocarea lui Lesnar. La Roadblock i-a învins pe Bray Wyatt și Luke Harper în-trun Handicap match. La WrestleMania 32 l-a învins pe Ambrose în-trun No Holds Barred Street Fight Match.
Pe 7 iulie la SmackDown, s-a anunțat că Lesnar se va bate cu Randy Orton la Summerslam. Pe 19 iulie la SmackDown, a fost trimis la Raw ca parte a draftului. Pe 1 august la Raw a fost atacat de Randy Orton. Pe 2 august la SmackDown, l-a atacat pe Orton răspunzândui acestuia. Pe 15 august la Raw l-a atacat de formă brutală pe Heath Slater. La Summerslam, Lesnar l-a învins pe Orton prin TKO iar apoi i-a aplicat o maturare picioarelor ruseasca lui Vince McDonald .
Pe 10 octombrie la Raw, Paul Heyman l-a provocat pe Goldberg (care nu mai lupta de 12 ani) la un meci cu Lesnar. Pe 17 octombrie, Goldberg s-a întors după mai mult de 12 ani acceptând provocarea. Pe 14 noiembrie la Raw a avut o dură confruntare cu Goldberg unde acesta a atacat toți oameni de securitate pentru al confrunta pe Lesnar dar acesta nu a făcut nimic și a ieșit din ring. La Survivor Series, Goldberg l-a învins pe Lesnar în doar 2 minute cu douo sulițe și un Jackhammer, cauzândui lui Lesnar prima înfrângere prin pinfall în trei ani. Rezultatul acestui meci a fost descris ca cel mai surprinzător al anului.
Lesnar s-a întors la Raw pe 16 ianuarie atacândui pe Sami Zayn, Seth Rollins și Roman Reigns. A participat în Royal Rumble 2017 intrând cu numărul 26 eliminând 3 oponenți dar a fost eliminat de Goldberg fiind umilit din nou. La Raw-ul următor Lesnar la provocat pe Goldberg l-a un meci la WrestleMania 33 iar pe 6 februarie Goldberg a acceptat provocarea. Într-e timp Goldberg a câștigat Campionatul Universal la Fastlane și meciul cu Lesnar de la WrestleMania era să devină unul pentru centură. La WrestleMania 33, Lesnar l-a învins pe Goldberg câștigând centura WWE Universal Championship devenind al treilea om (după Cena și Undertaker) în a câștiga doua centuri mondiale la WrestleMania.

#### Campion Universal(2017-2018)
Dupa o absenta de doua luni,Brock Lesnar revine la Raw pe 12 iunie,unde se intalneste cu Samoa Joe dupa ce, in urma cu o saptamana, Joe il ataca pe Paul Heyman. Certurile intre cei doi continua,iar la evenimentul Great Balls Of Fire, Brock Il invinge pe Samoa Joe,dupa ce scapa din Coquina Clutch si ii face lui Joe un F5.Rivalitatea continua,iar la Summerslam,Brock se lupta cu Samoa Joe,Roman Reigns si Braun Strowman intr-un meci fatal four-way.meciul este anuntat de General Manager-ul de la Raw la acel moment, Kurt Angle. Brock Lesnar ii invinge dupa 20:45 secunde, punand pin-ul pe Roman.
Urmatorul rival al lui Brock este Braun Strowman. Strowman il ataca pe Lesnar la Raw-ul de dupa Summerslam. Strowman si Lesnar se intalnesc la No Mercy 2017,Brock il invinge din nou,insa rivalitatea nu se incheie. 
Urmatorul PPV avea sa fie Survivor Series 2017. In acest ppv,campionul de la RAW se lupta cu campionul de la Smackdown. La acel moment,campionul WWE de la Smackdown era AJ Styles,ce tocmai il invinse pe Jinder Mahal. Pe 13 noiembrie,la RAW, Heyman il avertizeaza pe Styles,ca lui Brock nu ii este frica de nimeni. Meciul avea loc pe 19 noiembrie 2017,unde Brock il invinge pe A.J castigand punctul pentru RAW.
Kane revenea in WWE pe 16 octombrie,la RAW,in timpul unui meci intre Strowman si Reigns. Strowman si Kane se lupta pe 11 decembrie la Raw, castigatorul avand sa aiba un meci cu Lesnar la Royal Rumble. Strowman il invinge, insa Kane nu a pierdut niciodata in fata lui Lesnar si voia sa se lupte si el cu Brock. Speriat,Kurt Angle transforma meciul de la Rumble care trebuia sa fie Strowman vs Lesnar, intr-un triple threat, Lesnar vs Kane vs Strowman. La Royal Rumble 2018,Lesnar castiga meciul si ramane campionul Universal.
Urmatoarea oprire inainte de Wrestlemania 34 avea sa fie Elimination Chamber. PPV-ul anual avea sa determine urmatorul adversar al lui Lesnar pentru Wrestlemania. Roman Reigns, Braun Strowman, Seth Rollins, Finn Bálor, John Cena, Elias si The Miz erau participantii din acel meci. Roman castiga meciul eliminandu-l pe Strowman. Acesta se intalneste cu Brock Lesnar pentru a doua oara la Wrestlemania. La  Wrestlemania 34,Brock Lesnar il invinge pe Roman Reigns in Main Event dupa un meci brutal,Roman avand sange pe fata. Roman isi primeste revansa,iar la Greatest Royal Rumble cei doi se intalnesc din nou intr-un Steel Cage. Roman Reigns pierde din nou,Brock reuseste sa ramana campion.
Brock Lesnar nu mai are meciuri pentru urmatoarele patru luni. Acesta refuza sa isi apere centura la Extreme Rules,ceea ce il face pe Kurt Angle sa ii faca o oferta. Isi apara centura sau centura ii va fi inlaturata. La RAW-ul de dupa Extreme Rules, Paul Heyman este de acord ca Lesnar sa isi apere centura. Bobby Lashley, Drew McIntyre, Seth Rollins, Elias, Finn Bálor, si Roman Reigns toti voiau o sansa la titlu,asa ca, Angle a anuntat doua meciuri triple threat,iar castigatorii sa se lupte urmatoarea saptamana pentru o sansa la titlu. Roman Reigns si Bobby Lashley sunt castigatorii,iar Roman il bate pe Bobby,obtinand un meci la Summerslam. La Summerslam,dupa 504 de zile,Lesnar pierde centura in fata lui Roman,acesta devenind pentru prima data campionul Universal.
Roman nu avea sa tina mult centura,deoarece,acesta avea leucemie,iar la Crown Jewel,Braun Strowman si Lesnar se intalnesc din nou pentru centura Universala vacanta. Brock Lesnar il invinge pe Strowman si devine pentru a doua oara campion Universal.
Urmatorul adversar al lui Lesnar avea sa fie Daniel Bryan,campionul WWE de la Smackdown la Survivor Series 2018. Daniel Bryan il bate pe A.J. Styles in ultimul Smackdown inainte de Survivor Series ceea ce il face campion. Lesnar il bate Daniel Bryan intr-un meci de aproape 20 min ceea ce aduce victoria echipei RAW.
La TLC, Strowman l-a învins pe Corbin într-un meci Tables, Ladders, and Chairs, deposedându-l astfel pe Corbin de puterea sa de autoritate și câștigând un meci din Campionatul Universal împotriva lui Lesnar la Royal Rumble. În episodul din 14 ianuarie din Raw, Corbin l-a confruntat pe Strowman și l-a insultat, ducând la o urmărire până în zona de parcare unde Corbin s-a ascuns într-o limuzină. Strowman a spart sticla și a spart ușa, doar pentru ca președintele WWE Vince McMahon să apară, dezvăluind că era limuzina lui. Vince McMahon l-a amendat apoi pe Strowman cu 100.000 de dolari. Strowman s-a certat apoi cu Vince McMahon, care și-a anulat apoi meciul cu Lesnar. Un Strowman furios a început să răstoarne limuzina. Mai târziu în acea noapte, John Cena, Drew McIntyre, Corbin și Finn Bálor și-au exprimat interesul de a-l înfrunta pe Lesnar la Royal Rumble. Mr. McMahon a programat un meci fatal în patru, în care câștigătorul îl va înfrunta pe Lesnar, pe care Bálor l-a câștigat după ce și-a apărat locul mai devreme în noapte împotriva lui Jinder Mahal. Din această cauză, Bálor a fost eliminat ulterior din meciul. Brock Lesnar il invinge si pe Balor la Royal Rumble.
Seth Rollins a castigat Royal Rumble-ul din 2019,ceea ce ii ofera sansa sa se lupte pentru o centura mondiala la Wrestlemania. Seth il alege pe Lesnar ca adversarul sau pentru Wrestlemania,urmatoarea seara la RAW, managerul campionului universal Brock Lesnar, Paul Heyman, a încercat să-l descurajeze pe Rollins din a-l provoca pe Lesnar, ducând la o ceartă între Rollins și Lesnar. Aceasta cearta a contribuit la alegerea lui Seth de a-l alege pe Lesnar. Rollins reuseste sa-l bata pe Lesnar la Wrestlemania dupa un Low Blow si trei Curbstomp-uri.

#### Money In The Bank[2019]
In timpul meciului Money In The Bank,la PPV-ul cu acelas nume,in timp ce Mustafa Ali urca pe scara,Brock Lesnar intra in meci surprinzator in locul lui Sami Zayn. Lesnar a alergat la ring, l-a doborât pe Ali de pe scară și apoi a urcat pe scară si obtine servieta pentru a câștiga meciul. Cu această victorie, Lesnar a devenit al treilea luptător (după Edge și Sheamus) care a câștigat Money in the Bank, King of the Ring și Royal Rumble. 
La Extreme Rules 2019,dupa meciul dintre Seth Rollins si Becky Lynch vs Baron Corbin si Lacey Evans,in timp ce Seth celebra,Brock alaturi de Paul Heyman vin in ring si incaseaza servieta. Brock ii face un F5 lui Seth si devine campion Universal pentru a treia oara. 
Seth Rollins si Brock Lesnar aveau sa se intalneasca din nou,pentru a treia oara,la Summerslam,dupa ce Rollins a castigat un 10-man battle royal pentru a primi un rematch. Seth castiga si incheie dominatia lui Lesnar la RAW. 

### Campionul WWE [2019-2020]
Pe 17 septembrie 2019 Brock Lesnar ataca The New Day si il provoaca pe Kofi la un meci pe  4 octombrie,la primul Smackdown pe FOX,Kofi accepta,iar pe  4 octombrie pierde centura dupa 7 secunde. Brock devine campion din nou .Acesta a fost primul meci al lui Lesnar pe SmackDown în 15 ani.
După victoria sa, Lesnar a fost atacat de fostul adversar UFC Cain Velasquez, făcându-și debutul la WWE.  Lesnar a fost apoi programat să apere campionatul WWE împotriva lui Velasquez la Crown Jewel pe 31 octombrie.  În timpul draftului din 2019, Lesnar a fost recrutat la SmackDown.  La evenimentul Crown Jewel, Lesnar l-a învins pe Velasquez în mai puțin de cinci minute prin submission cu Kimura Lock. După meci, Rey Mysterio l-a atacat pe Lesnar cu un scaun. În episodul de 1 noiembrie din SmackDown, Lesnar și Heyman au părăsit brandul pentru a merge după Mysterio, care fusese recrutat la Raw, transferându-se astfel la Raw cu Campionatul WWE. Acest lucru l-a determinat pe Mysterio să-l provoace pe Lesnar pentru centura WWE la Survivor Series pe 24 noiembrie, care a fost oficializat ca un meci No Holds Barred, unde Lesnar a castigat, în ciuda incercarii fiului lui Mysterio, Dominik de a-l ajuta pe Mysterio în timpul meciului.
Lesnar s-a întors în episodul din Raw din 6 ianuarie 2020 pentru a declara că nimeni nu merită o oportunitate la Centura WWE la Royal Rumble, așa că în schimb va intra în meciul Royal Rumble ca participant numărul unu. La Royal Rumble din 26 ianuarie, Lesnar i-a eliminat pe primii treisprezece concurenți cu care s-a confruntat, egalând recordul pentru cele mai multe eliminări într-un meci Royal Rumble, înainte de a fi eliminat de Drew McIntyre, care a câștigat meciul. După ce și-a păstrat centura împotriva lui Ricochet la Super ShowDown pe 27 februarie, Lesnar a pierdut în cele din urmă centura WWE în fața lui McIntyre în evenimentul principal WrestleMania 36 Night 2 (care a fost înregistrat în perioada 25-26 martie și difuzat pe 5 aprilie). Aceasta a fost ultima sa apariție până în 2021 – mai târziu a fost raportat de mai multe surse că Lesnar nu avea contract cu WWE după meci.

### A doua revenire in WWE(2021–prezent)

#### "Cowboy Brock" si rivalitate cu Roman Reigns
Lesnar, care poartă acum un aspect de cowboy/fermier, cu barbă și coadă, a revenit la SummerSlam pe 21 august 2021, ca o față, confruntându-se cu Campionul Universal Roman Reigns după apărarea cu succes a titlului împotriva lui John Cena. În timpul draftului WWE 2021, a fost a dezvăluit că Lesnar devenise liber de contract, permițându-i să apară si la RAW si la Smackdown. Apoi a apărut în principal pe SmackDown, iar el și Reigns s-au înfruntat pentru titlul la Crown Jewel pe 21 octombrie, pe care Lesnar l-a pierdut după intervenția The Usos. În următorul episod din SmackDown, el a început o cearta in vestiar cu Reigns, care a dus la o suspendare pe termen nedeterminat de către General Manager-ul Adam Pearce, pe care l-a atacat Lesnar. În episodul SmackDown din 26 noiembrie, s-a anunțat că suspendarea lui a fost anulata. În episodul din 3 decembrie din SmackDown, a fost anunțat că Lesnar se va confrunta din nou cu Reigns pentru titlu, de data aceasta la evenimentul Day 1 .
Meciul a fost anulat după ce Reigns a contractat COVID-19, iar Lesnar a fost adăugat, în schimb, la meciul pentru centura  WWE al lui Raw la eveniment, pentru a deveni un meci  în cinci. La Day 1 , pe 1 ianuarie 2022, Lesnar a câștigat al șaselea său centura WWE, învingându-i pe Bobby Lashley, Kevin Owens, Seth Rollins și campionul  Big E, pe care a pus pin-ul. În următorul episod din Raw, Lesnar s-a reunit cu avocatul său Paul Heyman.
La Royal Rumble, pe 29 ianuarie, a pierdut centura WWE în fața lui Lashley din cauza intervenței lui Reigns și a trădării lui Heyman (care s-a aliniat cu Reigns), terminând a șasea sa domnie la 29 de zile, dar mai târziu în acea noapte, a intrat în meciul Royal Rumble ca surprinde al 30-lea participant și a câștigat meciul eliminând ultima dată pe Drew McIntyre și devenind a patra persoană care câștigă de pe locul 30 (după The Undertaker în 2007, John Cena în 2008 și Triple H în 2016). Acest lucru l-a făcut pe Lesnar al nouălea câștigător de două ori Rumble, după prima sa victorie în 2003, făcându-l, de asemenea, prima persoană care a pierdut centura mondiala și apoi a câștigat Rumble în aceeași noapte. Printre ceilalți câștigători de mai mulți ori Rumble, Lesnar a stabilit, de asemenea, un record pentru cel mai lung timp între victoriile Rumble la 19 ani. El a stabilit, de asemenea, recordul pentru cel mai mic timp petrecut în Rumble înainte de a-l câștiga, fiind în meci timp de 2 minute și 30 de secunde și batând recordul lui Edge din 2010 cu 5 minute și 7 secunde. În următorul episod din Raw, Lesnar a dezvăluit că îl va provoca pe Reigns pentru Centura Universala la WrestleMania 38 și, de asemenea, era programat să concureze în meciul Elimination Chamber pentru Centura WWE pe 19 februarie la Elimination Chamber. Lesnar a câștigat meciul pentru a câștiga titlul pentru a șaptea oară, eliminând de unul singur toți ceilalți adversari (Seth „Freakin” Rollins, Riddle, AJ Styles și Austin Theory), cu excepția lui Lashley, care a fost eliminat la începutul meciului din cauza  protocolului comotiei cerebrale. Acest lucru a transformat și meciul său pentru Centura Universala împotriva lui Reigns la WrestleMania într-un meci Winner Takes All. În noaptea următoare la Raw, meciul Winner Takes All a fost apoi stipulat ca un meci de unificare a titlului. Lesnar a pierdut campionatul WWE în fața lui Reigns în meciul de unificare de la evenimentul din 3 aprilie. În episodul din 17 iunie din SmackDown, Lesnar s-a întors din nou să-l confrunte și să-l atace pe Reigns după ce a apărat cu succes Centura Universala WWE  împotriva lui Riddle, reînnoindu-și rivalitatea. . Acest lucru a dus la organizarea unui meci Last Man Standing pentru titlu la SummerSlam, WWE anunțând-o drept finalul final al feudului. La evenimentul din 30 iulie, Lesnar nu a reușit să-l învingă pe Reigns pentru titlu, după intervenția The Usos și Heyman.

### Diferite rivalitati

#### Rivalitate cu Bobby Lashley
În episodul din 10 octombrie de la Raw, Lesnar a făcut o revenire surpriză, atacându-l pe campionul Statelor Unite Bobby Lashley și rănindu-l la umăr înainte de apărarea programată a titlului împotriva lui Seth „Freakin” Rollins, reluând disputa. La Crown Jewel pe 5 noiembrie, Lesnar l-a învins pe Lashley, în ciuda faptului că Lashley a dominat majoritatea meciului. Următoarea apariție a lui Lesnar a avut loc pe Raw Is XXX pe 23 ianuarie 2023, unde l-a făcut pe Lashley să-și piardă meciul din campionatul Statelor Unite. La Royal Rumble, Lesnar a intrat în meciul Royal Rumble pe locul 12, dar a fost eliminat de Lashley. La Elimination Chamber pe 18 februarie, Lesnar a pierdut în fața lui Lashley prin descalificare, după ce l-a lovit pe Lashley cu un low blow și l-a atacat atât pe arbitru, cât și pe Lashley

#### Rivalitate cu Omos
În episodul din 20 februarie din Raw, Omos l-a provocat pe Lesnar la un meci la WrestleMania 39. Săptămâna următoare la Raw, Lesnar a apărut în „VIP Lounge” cu MVP-ul managerului lui Omos; Lesnar a acceptat provocarea, apoi a continuat să atace MVP cu un F-5. La eveniment, Lesnar l-a învins pe Omos.

#### Rivalitate cu Cody Rhodes
În episodul din 3 aprilie 2023 din Raw, a doua zi după Night 2 din WrestleMania 39, Triple H l-a prezentat pe Undisputed WWE Universal Champion Roman Reigns, însoțit de Paul Heyman și Solo Sikoa. Cody Rhodes l-a întrerupt și l-a provocat pe Reigns la o revanșă doar pentru ca Reigns să refuze. Rhodes i-a provocat apoi pe Reigns și Sikoa la un meci pe echipe mai târziu în acea noapte, iar Reigns a acceptat cu condiția ca partenerul lui Rhodes să fie cineva care a concurat la WrestleMania 39, dar acea persoană sa nu-l mai poata provoca pe Reigns pentru titlul său atâta timp cât Reigns era campion. Lesnar a răspuns, cu această din urmă stipulație nefiind aplicabilă pentru el, deoarece i s-a interzis deja să-l provoace pe Reigns pentru titlu, după meciul lor de la SummerSlam 2022. Cu toate acestea, meciul nu a avut loc niciodată din cauza faptului că Lesnar l-a atacat cu cruzime pe Rhodes înainte ca meciul să înceapă, astfel încât să se întoarcă heel pentru prima dată de la WrestleMania 36 în 2020. Ulterior s-a raportat că Lesnar era supărat din cauza poziției sale pe cardul WrestleMania, deoarece Meciul deschisese Night 2 în loc să fie într-un slot pentru evenimentul principal. Rhodes a abordat atacul săptămâna următoare și l-a provocat pe Lesnar la un meci la Backlash. În episodul din 17 aprilie, Rhodes părea pregătit să lupte, în ciuda faptului că nu era autorizat din punct de vedere medical să concureze. Pentru a-l împiedica pe Rhodes să se lupte cu Lesnar în acea noapte, oficialul WWE Adam Pearce a oficializat meciul pentru Backlash. Lesnar a pierdut în fața lui Rhodes la Backlash. Lesnar a continuat să-l învingă pe Rhodes la Night of Champions prin submission, după ce Lesnar i-a rupt brațul lui Rhodes. Rhodes a continuat să-l învingă pe Lesnar la SummerSlam, punând capăt disputa lor. După meci, Lesnar l-a îmbrățișat pe Rhodes, transformându-l astfel înapoi într-un face.

## Carieră în arte marțiale mixte

### K-1 Grand Prix(2007)
În 28 aprilie 2006, Lesnar a apărut în ring într-un meci final din K-1 Hero's Las Vegas și a anunțat că va juca în promoția MMA. El s-a antrenat la Minnesota Martial Arts Academy cu Greg Nelson, și antrenorul de la University of Minnesota, Marty Morgan. Brock Lesnar a anunțat în 12 august în Las Vegas că a semnat un contract cu promoția K-1. Primul meci a fost în 2 iunie 2007 la K-1 Dynamite!! USA împotriva lui Min Soo Kim.

### Cariera din Ultimate Fighting Championship (2008-2011)
În timpul UFC 77, s-a anunțat că Brock Lesnar a semnat un contract cu Ultimate Fighting Championship (UFC). În 2 februarie 2008, Lesnar a debutat într-o promoție UFC numită UFC 81:Breaking Point împotriva fostului campion UFC Heavyweight, Frank Mir. Lesnar a pierdut meciul printr-o manevră de submission. Lesnar avea să se confrunte cu legenda Mark Coleman, dar Coleman s-a accidentat, iar înlocuitorul lui a fost Heath Herring. Lesnar l-a învins pe Heath Herring, înregistrând a doua victorie din MMA.
Următorul oponent al lui Lesnar a fost, Randy Couture pentru centura UFC Heavyweight la UFC 91:Couture vs. Lesnar în 15 noiembrie. Lesnar l-a învins pe Couture prin knockout în runda 2, devenind campionul UFC la categoria grea. Lesnar s-a confruntat cu vechiul său oponent, Frank Mir în 11 iulie 2009, unde Lesnar a câștigat printr-un total knocknout. După aceea Lesnar s-a accidentat din cauza unei probleme intestinale și a declarat că va sta pe tușă aproximativ un an.

### Întoarcerea după accidentare
În ianuarie, 2010, Lesnar a anunțat că  se va întoarce în ring în vara anului 2010. Lesnar s-a confruntat cu Shan Carwin la UFC 116 pentru unificarea titlurilor UFC la categoria grea. Lesnar l-a învins pe Carwin, după un total knockout în runda 2, devenind din nou campion UFC la categoria grea.

### Apărarea titlului
Următorul oponent al lui Lesnar, a fost Cain Velasquez în 23 octombrie, când la Honda Center în Anaheim, California la UFC 121. La eveniment, Lesnar a pierdut în prima rundă, pierzând titlul UFC.

### 2016
In 2016 Lesnar a revenit si a avut o lupta cu Mark Hunt la UFC 200 la T-Mobile Arena din Las Vegas,in care Brock Lesnar a castigat.Acesta ar mai fi trebuit sa aiba o lupta anul acesta,chiar daca toata lumea inclusiv el si cei de la UFC au spus ca nu va mai avea decat această luptă, dar Brock Lesnar a fost suspendat pentru 3 ani.

## Filmografie

### Televiziune
| An   | Titlu                   |
| ---- | ----------------------- |
| 2011 | The Ultimate Fighter 13 |
| 2011 | The Ultimate Fighter 14 |

### Jocuri Video
| An   | Titluri                            | Rol       |
| ---- | ---------------------------------- | --------- |
| 2002 | WWE SmackDown! Shut Your Mouth     | El însuși |
| 2003 | WWE SmackDown! Here Comes the Pain | El însuși |
| 2003 | WWE WrestleMania XIX               | El însuși |
| 2003 | WWE Crush Hour                     | El însuși |
| 2003 | WWE Raw 2                          | El însuși |
| 2006 | Madden NFL 06                      | El însuși |
| 2009 | UFC 2009 Undisputed                | El însuși |
| 2010 | UFC Undisputed 2010                | El însuși |
| 2011 | WWE '12                            | El însuși |
| 2012 | UFC Undisputed 3                   | El însuși |
| 2012 | WWE '13                            | El însuși |
| 2013 | WWE 2K14                           | El însuși |
| 2014 | WWE 2K15                           | El însuși |
| 2014 | EA Sports UFC                      | El însuși |
| 2015 | WWE 2K16                           | El însuși |
| 2016 | WWE 2K17                           | El insusi |
| 2017 | WWE 2k18                           | El insusi |

## În wrestling
- Manevre de final

  - Brock Lock[2] (Over-the-shoulder single leg Boston crab)[5] – 2002–2004[2]
  - F-5[1] (WWE) Verdict[2] (NJPW/IGF) (Fireman's carry facebuster)[6] – 2002–2006; 2012–prezent[2]
  - Kimura lock[7] – 2012–present[2]
  - German Suplex
- Manevre semnătură

  - Backbreaker[6]
  - Fallaway slam[6]
  - Gorilla press slam[6]
  - Knee lifts to the opponent's midsection[6][8][9]
  - Multiple suplex variations
    - Belly-to-back[10]
    - Fisherman, sometimes while delaying[6]
    - Overhead belly-to-belly, sometimes into or out of the ring[6]
    - Release/Rolling German[8][9][11]
    - Snap[10]
    - Vertical[6]

  - Multiple turnbuckle thrusts[6]
  - Powerslam[10]
  - Rear naked choke[10]
  - Running powerbomb[10]
  - Standing double leg takedown[8] followed by mounted punches[8][9]
  - Triple non-release powerbomb[6]
- Manageri
  - Mr. McMahon[12]
  - Paul Heyman[6]
- Porecle
  - "The Anomaly"[13][14]
  - "The Beast (Incarnate)"[14]
  - "The Conqueror"[15]
  - "The Next Big Thing"[6]
  - "The One in 21–1"[16]
- Melodii de intrare
  - Ultimate Fighting Championship
    - "Enter Sandman" by Metallica
    - "Nickel Size Hail (And the Damaging Winds)" by Sunny Ledfurd[2]

  - World Wrestling Entertainment/WWE
    - "Enforcer" by Jim Johnston[17] (8 aprilie 2002 – 3 iunie 2002)[2]
    - "Next Big Thing" by Jim Johnston (10 iunie 2002 - 14 martie 2004, 2 aprilie 2012 - 20 august 2012)
    - "Next Big Thing (Remix)" by Jim Johnston (28 ianuarie 2013–prezent)[2]

## Rezultate în MMA
| Rezultate profesioniste |            |              |
| 9 meciuri               | 5 victorii | 3 înfrângeri |
| Prin knockout           | 2          | 2            |
| Prin predare            | 2          | 1            |
| La puncte               | 1          | 0            |
| Nu s-a disputat         | 1          | 1            |

| Rezultat   | La general | Adversar         | Metodă                          | Eveniment      | Data               | Runda | Timp | Locația                                | Note                                                                                                |
| ---------- | ---------- | ---------------- | ------------------------------- | -------------- | ------------------ | ----- | ---- | -------------------------------------- | --------------------------------------------------------------------------------------------------- |
| NC         | 5–3 (1)    | Mark Hunt        | NC (overturned)                 | UFC 200        | iulie 9, 2016      | 3     | 5:00 | Las Vegas, Nevada, Statele Unite       | Originally a unanimous decision win for Lesnar; overturned after he tested positive for clomiphene. |
| Înfrângere | 5–3        | Alistair Overeem | TKO (body kick and punches)     | UFC 141        | decembrie 30, 2011 | 1     | 2:26 | Las Vegas, Nevada, Statele Unite       | |
| Înfrângere | 5–2        | Cain Velasquez   | TKO (punches)                   | UFC 121        | octombrie 23, 2010 | 1     | 4:12 | Anaheim, California, Statele Unite     | Lost the UFC Heavyweight Championship.                                                              |
| Victorie   | 5–1        | Shane Carwin     | Submission (arm-triangle choke) | UFC 116        | iulie 3, 2010      | 2     | 2:19 | Las Vegas, Nevada, Statele Unite       | Defended and unified the UFC Heavyweight Championship. Submission of the Night.                     |
| Victorie   | 4–1        | Frank Mir        | TKO (punches)                   | UFC 100        | iulie 11, 2009     | 2     | 1:48 | Las Vegas, Nevada, Statele Unite       | Defended and unified the UFC Heavyweight Championship.                                              |
| Victorie   | 3–1        | Randy Couture    | TKO (punches)                   | UFC 91         | noiembrie 15, 2008 | 2     | 3:07 | Las Vegas, Nevada, Statele Unite       | Won the UFC Heavyweight Championship.                                                               |
| Victorie   | 2–1        | Heath Herring    | Decision (unanimous)            | UFC 87         | august 9, 2008     | 3     | 5:00 | Minneapolis, Minnesota, Statele Unite  | |
| Înfrângere | 1–1        | Frank Mir        | Submission (kneebar)            | UFC 81         | februarie 2, 2008  | 1     | 1:30 | Las Vegas, Nevada, Statele Unite       | |
| Victorie   | 1–0        | Min-Soo Kim      | Submission (punches)            | Dynamite!! USA | iunie 2, 2007      | 1     | 1:09 | Los Angeles, California, Statele Unite | |

## Titluri și premii

### MMA
- Inside Fights
  - Biggest Draw (2008)[18]
  - Rookie of the Year (2008)[18]
- Sherdog Awards
  - Beatdown of the Year (2009)[19]
- Sports Illustrated
  - Top Newcomer of the Year (2008)[20]
- Ultimate Fighting Championship
  - UFC Heavyweight Championship (1 dată)
  - Submission of the Night (1 dată)
  - Egalat cu (Randy Couture, Tim Sylvia, Cain Velasquez și Stipe Miocic) pentru cele mai multe apărări consecutive a titlului la categoria grea (douo)
- World MMA Awards
  - Breakthrough Fighter of the Year (2009)[21]
- Wrestling Observer Newsletter
  - Best Box Office Draw (2008–2010)[22]
  - MMA Most Valuable Fighter (2008–2010)[22]

### Wrestling profesionist
- Guinness World Records

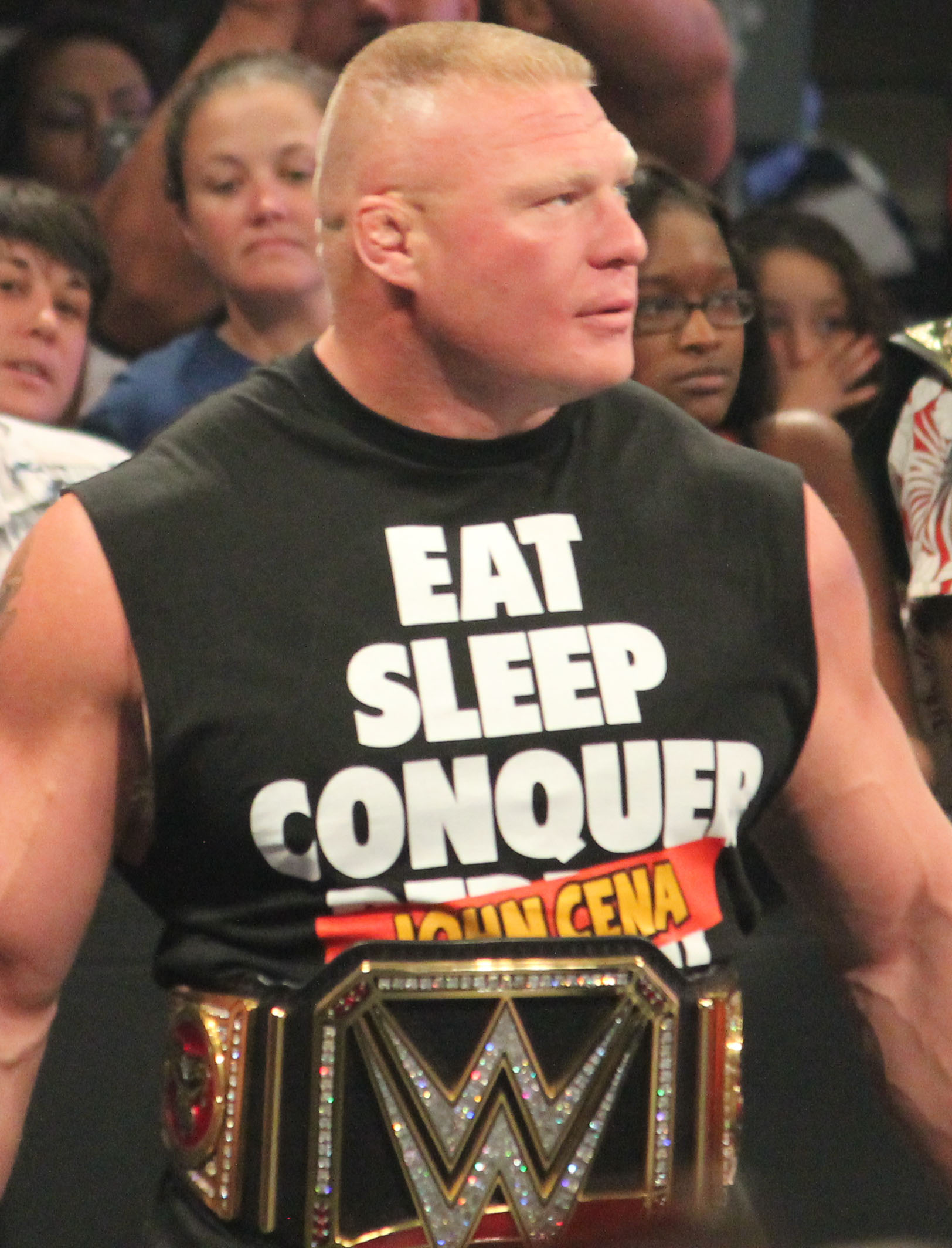
Lesnar during his fourth reign as WWE World Heavyweight Champion

  - Record mondial: Cel mai tânăr campion WWE Championship (25 de ani, 44 zile)[23]
- Inoki Genome Federation
  - IWGP Heavyweight Championship (1 dată)
- New Japan Pro-Wrestling
  - IWGP Heavyweight Championship (1 dată)
- Ohio Valley Wrestling
  - OVW Southern Tag Team Championship (3 ori) – cu Shelton Benjamin[24]
- Pro Wrestling Illustrated
  - Feud of the Year (2003, 2015) vs. Kurt Angle, The Undertaker[25]
  - Match of the Year (2003) vs. Kurt Angle in an Iron Man match on SmackDown! on septembrie 16[26]
  - Most Improved Wrestler of the Year (2002)[27]
  - Wrestler of the Year (2002, 2014)[28][29]
  - Ranked No. 1 of the top 500 singles wrestlers in the PWI 500 in 2003[30]
- Wrestling Observer Newsletter
  - Best Brawler (2003)[31]
  - Best Wrestling Maneuver (2002) F-5
  - Feud of the Year (2003) vs. Kurt Angle[32]
  - Most Improved Wrestler (2002, 2003)[33]
  - Wrestling Observer Newsletter Hall of Fame (Class of 2015)[34]
- WWE/World Wrestling Entertainment/Federation
  - WWE Championship (4 ori)[35]
  - WWE Universal Championship (1 dată, prezent)[36]
  - King of the Ring (2002)
  - Royal Rumble (2003)
  - Slammy Awards (5 ori)
    - Hashtag of the Year (2015) – #SuplexCity
    - Match of the Year (2015) – vs The Undertaker at Hell in a Cell
    - Rivalry of the Year (2015) – vs The Undertaker
    - "Tell Me You Didn't Just Say That" Moment of the Year (2015) – Coining "Suplex City" at WrestleMania 31
    - The OMG Shocking Moment of the Year (2014) – Ending The Undertaker's WrestleMania streak at WrestleMania XXX